# Domaine Micheli
Le domaine Micheli est un bâtiment situé dans le village de Landecy, sur le territoire de la commune genevoise de Bardonnex, en Suisse.

## Histoire
Le domaine est originellement constitué par la famille des Perdriau au XVIIe siècle et passe par mariage à la famille Micheli en 1799. Il comprend une maison de maître, construite en 1699 par Ami Perdriau, ainsi que plusieurs dépendances. Dans l'un des murs extérieurs du domaine, on a retrouvé le plus ancien document épigraphique du canton, sous la forme d'une pierre gravée avec le nom de Publius Decius Eusunertus et datée de 8 av. J.-C..

## Description
Le domaine est inscrit comme bien culturel d'importance nationale. Le parc comprend plusieurs cèdres du Liban, alors que la maison, sur trois étages, se compose au rez-de-chaussée de deux salons et d'une salle à manger.